# Grüne Nichtschwefelbakterien
Die Grünen Nichtschwefelbakterien oder Chloroflexi bilden eine phylogenetisch eigenständige Gruppe unter den Bakterien. Chloroflexi bezeichnet dabei das Phylum, Chloroflexia (früher gleich wie das Phylum genannt) eine der Klassen innerhalb des Phylums. Sie sind von den Grünen Schwefelbakterien zu unterscheiden. Die Chloroflexi sind gramnegativ und meist filamentös. Alle bisher bekannten Vertreter sind thermophil.
Chloroflexus verfügt über die Fähigkeit zur Photosynthese. Die lichtabsorbierenden Pigmente verleihen den Bakterien ihre grünliche Farbe. Der Photosyntheseapparat besitzt einen ungewöhnlichen Aufbau. Er verfügt einerseits über Merkmale, die für Grüne Schwefelbakterien typisch sind, wie etwa Chlorosomen und Bacteriochlorophyll c, andererseits aber auch über Bacteriochlorophyll a, das sonst bei Purpurbakterien zu finden ist. Chloroflexus ist metabolisch vielfältig: Er kann anoxygen photoautotroph wachsen, aber auch photoheterotroph (wie Nichtschwefelpurpurbakterien) und bei Lichtmangel chemoorganotroph. Chloroflexus ist ein aus phylogenetischer Sicht sehr alter Organismus und verfügt über einen einzigartigen Weg der Kohlenstoffassimilation (Hydroxypropionatzyklus).
Thermomicrobium lebt chemotroph und wächst bei Temperaturen um 75 °C am besten. Das Bakterium ist durch seine ungewöhnliche Zellmembran interessant, deren Lipide im Gegensatz zu anderen Bakterien und Archaeen kein Glycerin enthalten und weder verestert noch verethert sind.
Grüne Nichtschwefelbakterien findet man in heißen Quellen mit neutralen bis hohen pH-Werten, aber auch in marinen Matten.

## Taxonomie
Klassen / Ordnungen / Familien / Gattungen
Klasse Chloroflexia
Ordnung Chloroflexales
Familie Chloroflexaceae
Chloroflexus
Chloronema
Roseiflexus
Familie Oscillochloridaceae
Oscillochloris
Heliothrix
Ordnung Herpetosiphonales
Familie Herpetosiphonaceae
Herpetosiphon
"''Candidatus'' Anthektikosiphon"
Ordnung Kallotenuales
Familie Kallotenuaceae
Kallotenue
Klade SAR202-Cluster mit ca. 5 Ordnungen (nach GTDB und NCBI-Taxonomie)
Klasse Anaerolineae
Ordnung Anaerolinaeles
Familie Anaerolinaeceea
Anaerolinea
Klasse Caldilineae
Ordnung Caldilineales
Familie Caldilineacea
Caldilinea
Leptolinea
Levilinea
Klasse Dehalococcoidia
Ordnung Dehalococcoidetes (alias Dehalococcoidales)
Familie Dehalococcoidaceae 
Dehalococcoides
Dehalogenimonas
Alternativ wird die Klasse Thermomicrobia ebenfalls den Grünen Nichtschwefelbakterien zugeordnet.